# Veslanje na Poletnih olimpijskih igrah 2008
Na Poletnih olimpijskih igrah 2008 v Pekingu so veslači tekmovali v 14 disciplinah. Moški so nastopili v osmih, ženske pa v šestih. 

## Dobitniki medalj

### Moški
| Event                       | Zlato | Srebro | Bron |
| Enojec                      | Olaf Tufte Norveška | Ondřej Synek Češka | Mahe Drysdale Nova Zelandija |
| Dvojni dvojec               | Avstralija · David Crawshay · Scott Brennan | Estonija Tõnu Endrekson Jüri Jaanson | Združeno kraljestvo Matthew Wells Stephen Rowbotham |
| Lahki dvojni dvojec         | Združeno kraljestvo Zac Purchase Mark Hunter | Grčija Dimitrios Mougios Vasileios Polymeros | Danska Mads Reinholdt Rasmussen Rasmus Nicholai Quist Hansen                                                                                               |
| Dvojni četverec             | Poljska Konrad Wasielewski Marek Kolbowicz Michał Jeliński Adam Korol                                                                                   | Italija Luca Agamennoni Simone Venier Rossano Galtarossa Simone Raineri                                                                                     | Francija · Jonathan Coeffic · Pierre-Jean Peltier · Julien Bahain · Cédric Berrest                                                                         |
| Dvojec brez krmarja         | Avstralija · Drew Ginn · Duncan Free | Kanada · David Calder · Scott Frandsen | Nova Zelandija Nathan Twaddle George Bridgewater |
| Četverec brez krmarja       | Združeno kraljestvo Tom James Steve Williams Pete Reed Andrew Triggs-Hodge                                                                              | Avstralija · Matt Ryan · James Marburg · Cameron McKenzie-McHarg · Francis Hegerty                                                                          | Francija · Julien Desprès · Benjamin Rondeau · Germain Chardin · Dorian Mortelette                                                                         |
| Lahki četverec brez krmarja | Danska Thomas Ebert Morten Jørgensen Mads Christian Kruse Andersen Eskild Ebbesen                                                                       | Poljska Łukasz Pawłowski Bartłomiej Pawełczak Miłosz Bernatajtys Paweł Rańda                                                                                | Kanada · Iain Brambell · Jon Beare · Mike Lewis · Liam Parsons                                                                                             |
| Osmerec s krmarjem          | Kanada · Kevin Light · Ben Rutledge · Andrew Byrnes · Jake Wetzel · Malcolm Howard · Dominic Seiterle · Adam Kreek · Kyle Hamilton · krmar: Brian Price | Združeno kraljestvo Alex Partridge Tom Stallard Tom Lucy Richard Egington Josh West Alastair Heathcote Matthew Langridge Colin Smith krmar: Acer Nethercott | ZDA · Beau Hoopman · Matt Schnobrich · Micah Boyd · Wyatt Allen · Daniel Walsh · Steven Coppola · Josh Inman · Bryan Volpenhein · krmar: Marcus McElhenney |

### Ženske
| Event               | Zlato | Srebro | Bron |
| Enojec              | Rumjana Nejkova Bolgarija | Michelle Guerette ZDA | Ekaterina Karsten Belorusija |
| Dvojni dvojec       | Nova Zelandija Georgina Evers-Swindell Caroline Evers-Swindell                                                                                      | Nemčija · Annekatrin Thiele · Christiane Huth | Združeno kraljestvo Elise Laverick Anna Bebington |
| Lahki dvojni dvojec | Nizozemska Kirsten van der Kolk Marit van Eupen | Finska Sanna Sten Minna Nieminen | Kanada · Melanie Kok · Tracy Cameron |
| Dvojni četverec     | Ljudska republika Kitajska Tang Bin Jin Ziwei Xi Aihua Zhang Yangyang                                                                               | Združeno kraljestvo Annie Vernon Debbie Flood Frances Houghton Katherine Grainger                                                                                          | Nemčija · Britta Oppelt · Manuela Lutze · Kathrin Boron · Stephanie Schiller                                                                            |
| Dvojec brez krmarke | Romunija Georgeta Andrunache Viorica Susanu | Ljudska republika Kitajska Wu You Gao Yulan | Belorusija Julija Bičik Natallia Helah |
| Osmerec s krmarko   | ZDA · Erin Cafaro · Lindsay Shoop · Anna Goodale · Elle Logan · Anna Cummins · Susan Francia · Caroline Lind · Caryn Davies · krmarka: Mary Whipple | Nizozemska Femke Dekker Marlies Smulders Nienke Kingma Roline Repelaer van Driel Annemarieke van Rumpt Helen Tanger Sarah Siegelaar Annemiek de Haan krmarka: Ester Workel | Romunija Constanţa Burcică Viorica Susanu Rodica Şerban Enikő Barabás Simona Muşat Ioana Papuc Georgeta Andrunache Doina Ignat krmarka: Elena Georgescu |

## Medalje
| Mesto | Država                     | Zlato | Srebro | Bron | Skupaj |
| 1     | Združeno kraljestvo        | 2     | 2      | 2    | 6      |
| 2     | Avstralija                 | 2     | 1      | 0    | 3      |
| 3     | Kanada                     | 1     | 1      | 2    | 4      |
| 4     | ZDA                        | 1     | 1      | 1    | 3      |
| 5     | Ljudska republika Kitajska | 1     | 1      | 0    | 2      |
| 5     | Nizozemska                 | 1     | 1      | 0    | 2      |
| 5     | Poljska                    | 1     | 1      | 0    | 2      |
| 8     | Nova Zelandija             | 1     | 0      | 2    | 3      |
| 9     | Danska                     | 1     | 0      | 1    | 2      |
| 9     | Romunija                   | 1     | 0      | 1    | 2      |
| 11    | Bolgarija                  | 1     | 0      | 0    | 1      |
| 11    | Norveška                   | 1     | 0      | 0    | 1      |
| 13    | Nemčija                    | 0     | 1      | 1    | 2      |
| 14    | Češka                      | 0     | 1      | 0    | 1      |
| 14    | Estonija                   | 0     | 1      | 0    | 1      |
| 14    | Finska                     | 0     | 1      | 0    | 1      |
| 14    | Grčija                     | 0     | 1      | 0    | 1      |
| 14    | Italija                    | 0     | 1      | 0    | 1      |
| 19    | Belorusija                 | 0     | 0      | 2    | 2      |
| 19    | Francija                   | 0     | 0      | 2    | 2      |